# 75 Cents
Ladislav Demeterffy, mais conhecido pelo nome artístico 75 Cents (29 de janeiro de 1933 – 19 de novembro de 2010), foi um cantor croata. Representou seu país no Festival Eurovisão da Canção 2008.